# Pinguipedidae
Famille
Les Pinguipedidae sont une famille de poissons osseux de l'ordre des Perciformes.

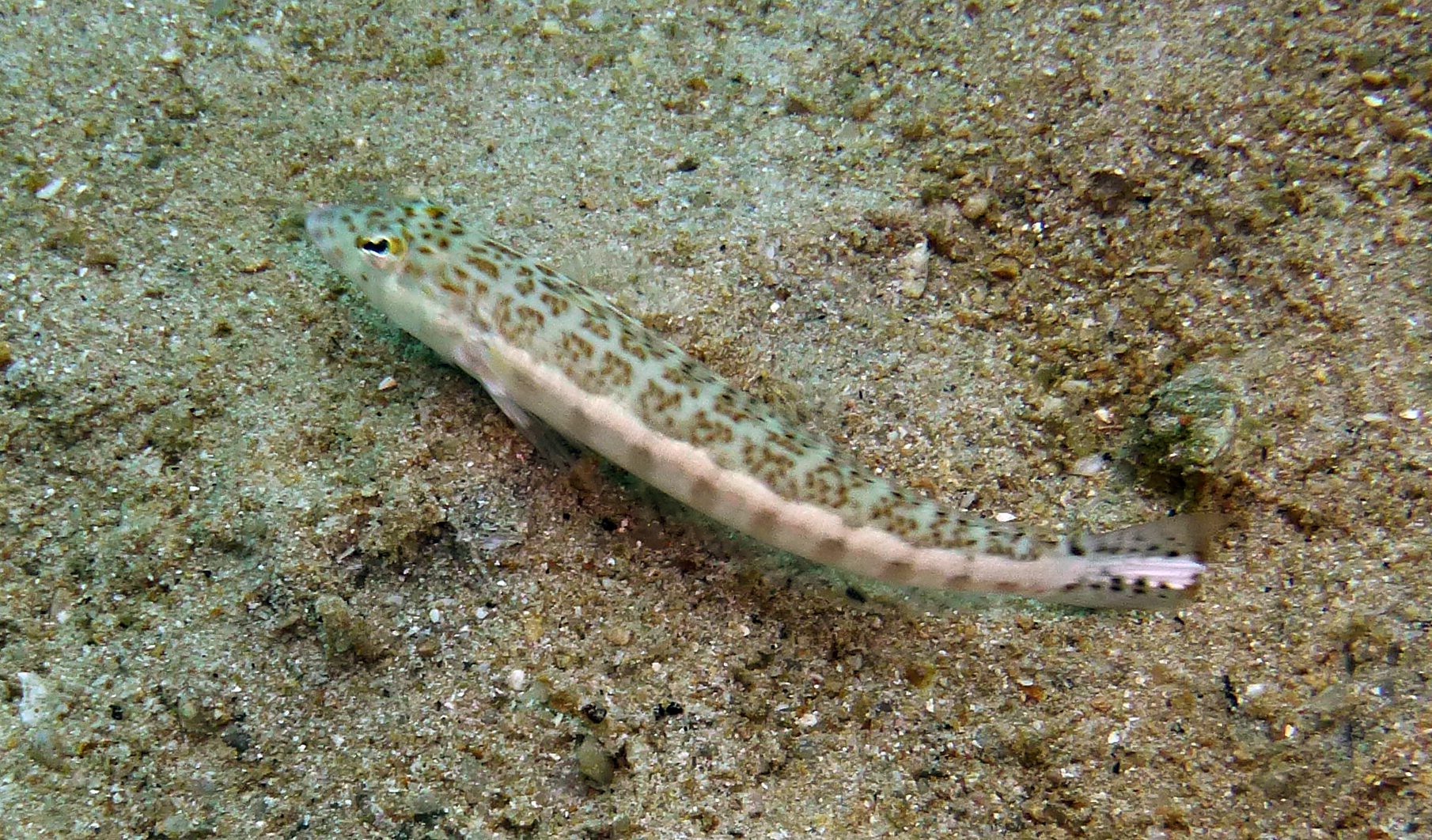
Pinguipedidae, île de Ko Tao, Thaïlande

## Liste des genres
Selon FishBase, cette famille comprend 7 genres et 94 espèces et 7 genres et 101 espèces valides d'après le catalogue Eschmeyer des poissons (ECoF). Et selon World Register of Marine Species (18 mars 2024), la famille comprend 9 genres :
- Kochichthys (en) Kamohara, 1961
- Mugiloides Lacepède, 1803
- Neopercis Steindachner, 1884
- Parapercis (en) Bleeker, 1863, dont Parapercis hexophtalma
- Pinguipes (en) Cuvier, 1829
- Prolatilus (en) Gill, 1865
- Pseudopercis (en) Miranda Ribeiro, 1903
- Ryukyupercis (en) Imamura & Yoshino, 2007
- Simipercis (en) Johnson & Randall, 2006

## Systématique
Le nom valide complet (avec auteur) de ce taxon est Pinguipedidae Günther, 1860.
Pinguipedidae a pour synonyme :
- Parapercidae